# 岡見正雄
岡見 正雄（おかみ まさお、1913年7月30日 - 1990年2月6日）は、日本の国文学者。学位は、文学博士（京都大学・論文博士・1962年）（学位論文「中世小説研究序説」）。京都女子大学教授・関西大学教授・中京大学教授を歴任。

## 経歴
東京生まれ（本籍は秋田県）。父は岡見宇一。1923年に大阪へ転居、浪速高等学校 (旧制)卒、1936年に京都帝国大学文学部国文科卒、大学院入学。
1939年に天理外国語学校 (旧制)（現：天理大学）教授、1943年に京都府立京都第一高等女学校（現：京都府立鴨沂高等学校）教諭、1948年に京都府立桃山高等学校教諭、1949年に京都市立日吉ヶ丘高等学校教諭、1954年に京都女子大学教授、1961年に関西大学教授、1962年「中世小説研究序説」で京都大学より文学博士の学位を取得。1979年に中京大学教授。1987年に退職。

## 著書
- 『室町文学の世界 面白の花の都や』岩波書店、1996

### 編・校注
- 二条良基『良基連歌論集』編、古典文庫、1953－55
- 『日本古典文学大系 第37 義経記』校注、岩波書店、1959
- 『日本古典文学大系 第34-36 太平記』後藤丹治 釜田喜三郎共校注、岩波書店、1960-62
- 『日本古典鑑賞講座 第12巻 曽我物語・義経記』角川源義共編、角川書店、1960
- 『日本古典文学大系 第86 愚管抄』赤松俊秀共校注、岩波書店、1967
- 『日本文学の歴史 第6巻 文学の下剋上』林屋辰三郎共編、角川書店、1967
- 『抄物資料集成』全7巻別巻 大塚光信共編、清文堂出版、1971－76
- 『太平記』1-2（未完）校注、角川文庫、1975-82
- 『鑑賞日本古典文学 第21巻 太平記・曽我物語・義経記』角川源義共編、角川書店、1976
- 『新修日本絵巻物全集、18 男衾三郎絵巻・長谷雄双紙・絵師草紙・十二類合戦絵巻・福富草紙・道成寺縁起絵巻』梅津次郎共編集担当、角川書店、1979
- 『標注洛中洛外屏風 上杉本』佐竹昭広共著、岩波書店、1983
- 『神道大系 文学編 1 神道集』高橋喜一共校、神道大系編纂会、1988

### 記念論文集
- 『室町ごころ 中世文学資料集』岡見正雄博士還暦記念刊行会編、角川書店、1978